# Населення Марокко
Населення Марокко. Чисельність населення країни 2015 року становила 33,322 млн осіб (40-ве місце у світі). Чисельність марроканців стабільно збільшується, народжуваність 2015 року становила 18,2 ‰ (101-ше місце у світі), смертність — 4,81 ‰ (194-те місце у світі), природний приріст — 1 % (117-те місце у світі) . 

## Природний рух

### Відтворення
Народжуваність у Марокко, станом на 2015 рік, дорівнює 18,2 ‰ (101-ше місце у світі). Коефіцієнт потенційної народжуваності 2015 року становив 2,13 дитини на одну жінку (104-те місце у світі). Рівень застосування контрацепції 67,4 % (станом на 2011 рік).
Смертність в Марокко 2015 року становила 4,81 ‰ (194-те місце у світі).
Природний приріст населення в країні 2015 року становив 1 % (117-те місце у світі).

### Вікова структура

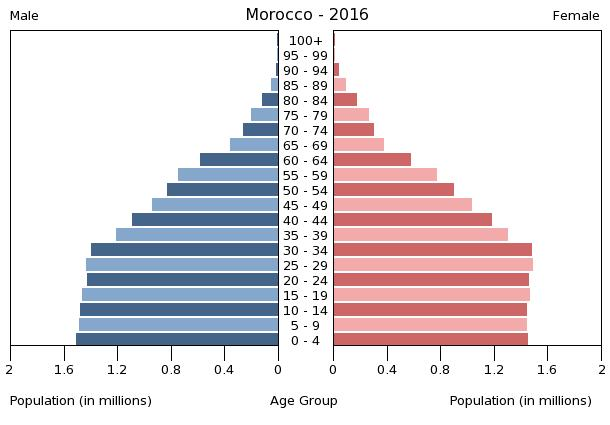
Віково-статева піраміда населення Марокко, 2016 рік

Середній вік населення Марокко становить 28,9 року (125-те місце у світі): для чоловіків — 28,3, для жінок — 29,5 року. Очікувана середня тривалість життя 2015 року становила 76,71 року (79-те місце у світі), для чоловіків — 73,64 року, для жінок — 79,94 року.
Вікова структура населення Марокко, станом на 2015 рік, мала такий вигляд:
- діти віком до 14 років — 26,41 % (4 469 461 чоловік, 4 330 904 жінки);
- молодь віком 15—24 роки — 17,42 % (2 886 637 чоловіків, 2 919 324 жінки);
- дорослі віком 25—54 роки — 42,13 % (6 788 601 чоловік, 7 249 887 жінок);
- особи передпохилого віку (55—64 роки) — 7,6 % (1 262 634 чоловіки, 1 271 491 жінка);
- особи похилого віку (65 років і старіші) — 6,43 % (964 900 чоловіків, 1 178 859 жінок)[1].

### Шлюбність— розлучуваність
Середній вік, коли чоловіки беруть перший шлюб, дорівнює 34,3 року, жінки — 29,8 року, загалом — 32,1 року (дані за 1997 рік).

## Розселення
Густота населення країни 2015 року становила 77 осіб/км² (133-тє місце у світі).

### Урбанізація
Марокко високоурбанізована країна. Рівень урбанізованості становить 60,2 % населення країни (станом на 2015 рік), темпи зростання частки міського населення — 2,26 % (оцінка тренду за 2010—2015 роки).
Головні міста держави: Касабланка — 3,515 млн осіб, Рабат (столиця) — 1,967 млн осіб, Фес — 1,172 млн осіб, Марракеш — 1,134 млн осіб, Танжер — 982,0 тис. осіб (дані за 2015 рік).

### Міграції

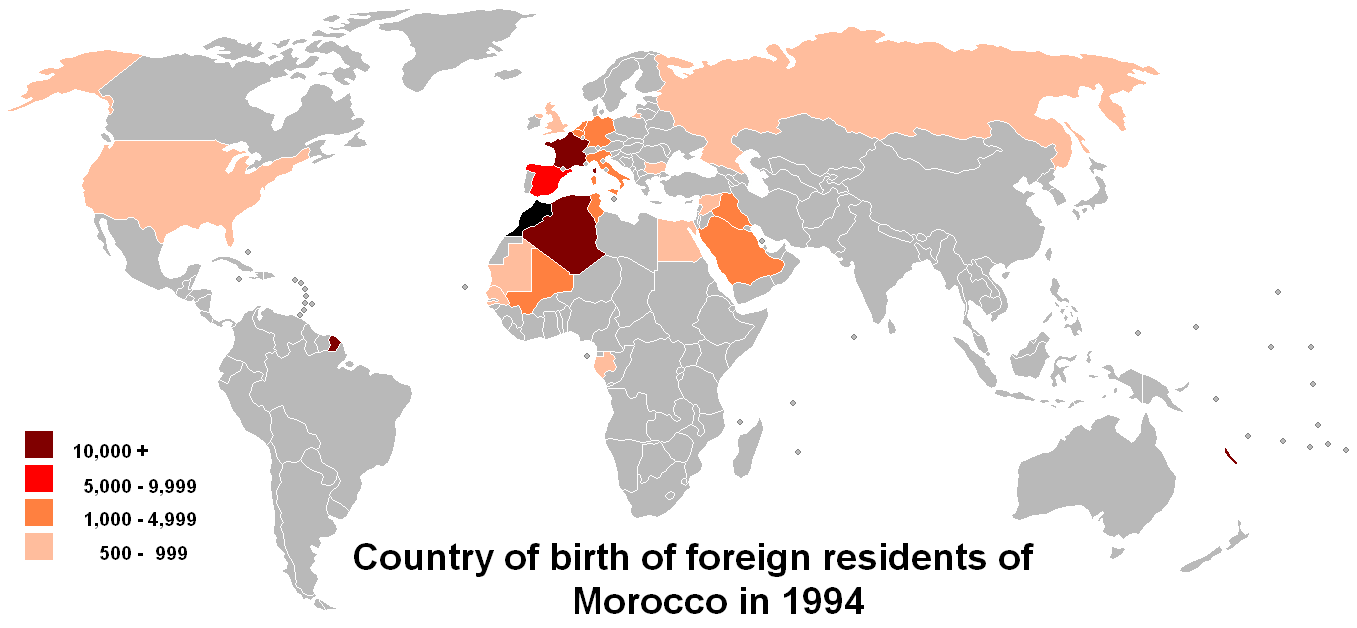
Країни імміграції до Марокко

Річний рівень еміграції 2015 року становив 3,36 ‰ (185-те місце у світі). Цей показник не враховує різниці між законними і незаконними мігрантами, між біженцями, трудовими мігрантами та іншими.
Марокко є членом Міжнародної організації з міграції (IOM).

## Расово-етнічний склад
| Етнічний склад (2015 рік) | Етнічний склад (2015 рік) | Етнічний склад (2015 рік) | Етнічний склад (2015 рік) | Етнічний склад (2015 рік) |
| ------------------------- | ------------------------- | ------------------------- | ------------------------- | ------------------------- |
| Етнос:                    |                           |                           | Відсоток:                 |                           |
| араби і бербери           | араби і бербери           |                           | 99%                       | 99%                       |
| інші                      | інші                      |                           | 1%                        | 1%                        |

Головні етноси країни: араби, бербери — 99 %, інші — 1 % населення.

## Мови
| Мови Марокко (2015 рік) | Мови Марокко (2015 рік) | Мови Марокко (2015 рік) | Мови Марокко (2015 рік) | Мови Марокко (2015 рік) |
| ----------------------- | ----------------------- | ----------------------- | ----------------------- | ----------------------- |
| Мова:                   |                         |                         | Відсоток:               |                         |
| арабська                | арабська                |                         | %                       | %                       |
| берберська              | берберська              |                         | %                       | %                       |
| французька              | французька              |                         | %                       | %                       |

Офіційні мови: арабська, берберська (тамазігх, ташелхіт, тарифіт), французька.

## Релігії
| Релігії в Марокко (2009 рік) | Релігії в Марокко (2009 рік) | Релігії в Марокко (2009 рік) | Релігії в Марокко (2009 рік) | Релігії в Марокко (2009 рік) |
| ---------------------------- | ---------------------------- | ---------------------------- | ---------------------------- | ---------------------------- |
| Віросповідання:              |                              |                              | Відсоток:                    |                              |
| мусульмани                   | мусульмани                   |                              | 99%                          | 99%                          |
| інші                         | інші                         |                              | 1%                           | 1%                           |

Головні релігії й вірування, які сповідує, і конфесії та церковні організації, до яких відносить себе населення країни: іслам — 99 % (сунізм, державна релігія; шиїти — 0,1 %), інші — 1 % (християнство, юдаїзм 6 тис., бахаїзм) (станом на 2010 рік).

## Освіта
Рівень письменності 2015 року становив 68,5 % дорослого населення (віком від 15 років): 78,6 % — серед чоловіків, 58,8 % — серед жінок.
Державні витрати на освіту становлять 5,3 % ВВП країни, станом на 2009 рік (59-те місце у світі). Середня тривалість освіти становить 12 років, для хлопців — до 13 років, для дівчат — до 12 років (станом на 2012 рік).

## Охорона здоров'я
Забезпеченість лікарями в країні на рівні 0,62 лікаря на 1000 мешканців (станом на 2009 рік). Забезпеченість лікарняними ліжками в стаціонарах — 0,9 ліжка на 1000 мешканців (станом на 2012 рік). Загальні витрати на охорону здоров'я 2014 року становили 5,9 % ВВП країни (101-ше місце у світі).
Смертність немовлят до 1 року, станом на 2015 рік, становила 23,6 ‰ (75-те місце у світі); хлопчиків — 27,92 ‰, дівчаток — 19,05 ‰. Рівень материнської смертності 2015 року становив 121 випадків на 100 тис. народжень (70-те місце у світі).
Марокко входить до складу ряду міжнародних організацій: Міжнародного руху (ICRM) і Міжнародної федерації товариств Червоного Хреста і Червоного Півмісяця (IFRCS), Дитячого фонду ООН (UNISEF), Всесвітньої організації охорони здоров'я (WHO).

### Захворювання
2014 року зареєстровано 28,7 тис. хворих на СНІД (73-тє місце в світі), це 0,14 % населення в репродуктивному віці 15—49 років (107-ме місце у світі). Смертність 2014 року від цієї хвороби становила 1,1 тис. осіб (65-те місце у світі).
Частка дорослого населення з високим індексом маси тіла 2014 року становила 21,7 % (114-те місце у світі); частка дітей віком до 5 років зі зниженою масою тіла становила 3,1 % (оцінка на 2011 рік). Ця статистика показує як власне стан харчування, так і наявну/гіпотетичну поширеність різних захворювань.

### Санітарія
Доступ до облаштованих джерел питної води 2015 року мало 98,7 % населення в містах і 65,3 % в сільській місцевості; загалом 85,4 % населення країни. Відсоток забезпеченості населення доступом до облаштованого водовідведення (каналізація, септик): в містах — 84,1 %, в сільській місцевості — 65,5 %, загалом по країні — 76,7 % (станом на 2015 рік). Споживання прісної води, станом на 2005 рік, дорівнює 12,61 км³ на рік, або 428,1 тонни на одного мешканця на рік: з яких 12 % припадає на побутові, 4 % — на промислові, 84 % — на сільськогосподарські потреби.

## Соціально-економічне становище
Співвідношення осіб, що в економічному плані залежать від інших, до осіб працездатного віку (15—64 роки) загалом становить 50,1 % (станом на 2015 рік): частка дітей — 40,9 %; частка осіб похилого віку — 9,3 %, або 10,8 потенційно працездатного на 1 пенсіонера. Загалом ці показники характеризують рівень потреби державної допомоги в секторах освіти, охорони здоров'я та пенсійного забезпечення, відповідно. За межею бідності 2007 року перебувало 15 % населення країни. Розподіл доходів домогосподарств у країні має такий вигляд: нижній дециль — 2,7 %, верхній дециль — 33,2 % (станом на 2007 рік).
Станом на 2013 рік, в країні 400 тис. осіб не має доступу до електромереж; 98,9 % населення має доступ, в містах цей показник дорівнює 100 %, у сільській місцевості — 97,4 %. Рівень проникнення інтернет-технологій високий. Станом на липень 2015 року в країні налічувалось 19,021 млн унікальних інтернет-користувачів (29-те місце у світі), що становило 57,1 % загальної кількості населення країни.

### Трудові ресурси
Загальні трудові ресурси 2015 року становили 12,27 млн осіб (46-те місце у світі). Зайнятість економічно активного населення у господарстві країни розподіляється таким чином: аграрне, лісове і рибне господарства — 39,1 %; промисловість і будівництво — 20,3 %; сфера послуг — 40,5 % (станом на 2014 рік). 500,96 тис. дітей у віці від 5 до 14 років (8 % загальної кількості) 2007 року були залучені до дитячої праці. Безробіття 2015 року дорівнювало 9,7 % працездатного населення, 2014 року — 9,9 % (114-те місце у світі); серед молоді у віці 15—24 років ця частка становила 20 %, серед юнаків — 20,3 %, серед дівчат — 19,1 % (60-те місце у світі).

## Кримінал

### Наркотики

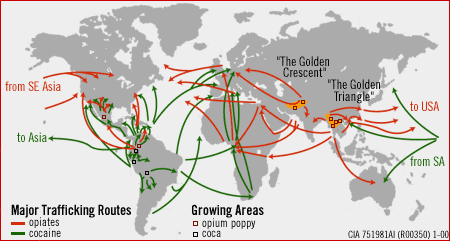
Світові маршрути наркотрафіку

Один з найбільший світових виробників гашишу, який переважно спрямовується на ринки Західної Європи; транзитна країна для наркотрафіку кокаїну з Південної Америки до Західної Європи; значний споживач марихуани.

### Торгівля людьми
Згідно зі щорічною доповіддю про торгівлю людьми (англ. Trafficking in Persons Report) Управління з моніторингу та боротьби з торгівлею людьми Державного департаменту США, уряд Марокко докладає значних зусиль у боротьбі з явищем примусової праці, сексуальної експлуатації, незаконною торгівлею внутрішніми органами, але не повною мірою, країна перебуває у списку спостереження другого рівня.

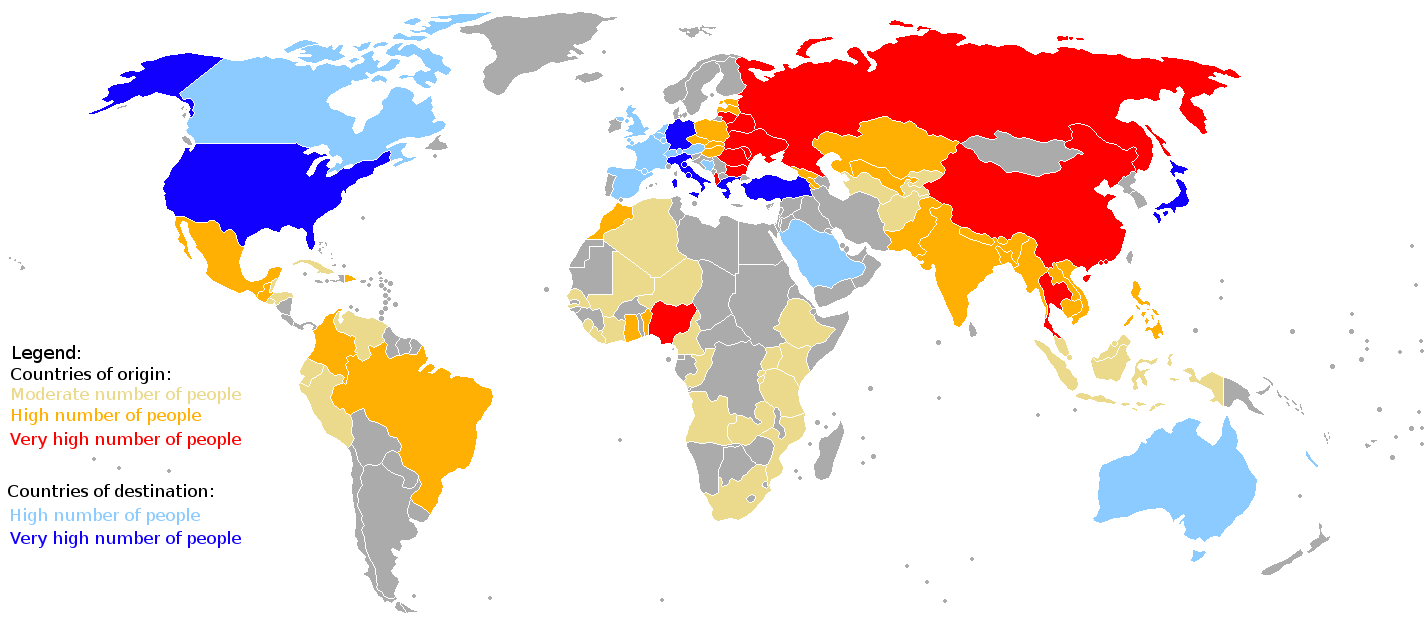
Країни-донори (червоний) і країни-реципієнти кримінальних потоків  (англ.)
Глобальна боротьба з торгівлею людьми (англ.)

## Гендерний стан
Статеве співвідношення (оцінка 2015 року):
- при народженні — 1,05 особи чоловічої статі на 1 особу жіночої;
- у віці до 14 років — 1,03 особи чоловічої статі на 1 особу жіночої;
- у віці 15—24 років — 0,99 особи чоловічої статі на 1 особу жіночої;
- у віці 25—54 років — 0,94 особи чоловічої статі на 1 особу жіночої;
- у віці 55—64 років — 0,99 особи чоловічої статі на 1 особу жіночої;
- у віці за 64 роки — 0,82 особи чоловічої статі на 1 особу жіночої;
- загалом — 0,97 особи чоловічої статі на 1 особу жіночої[1].

## Демографічні дослідження
Демографічні дослідження у країні ведуться рядом державних і наукових установ:

### Українською
- Атлас. 10—11 клас. Економічна і соціальна географія світу / упорядники :  О. Я. Скуратович, Н. І. Чанцева. — К. : ДНВП «Картографія», 2010. — ISBN 978-966-475-639-3.
- Атлас світу / голов. ред. І. С. Руденко ; зав. ред. В. В. Радченко ; відп. ред. О. В. Вакуленко. — К. : ДНВП «Картографія», 2005. — 336 с. — ISBN 9666315467.
- Безуглий В. В. Економічна і соціальна географія зарубіжних країн : Навчальний посібник. — К. : ВЦ «Академія», 2007. — 704 с. — ISBN 978-966-580-239-6.
- Безуглий В. В., Козинець С. В. Регіональна економічна і соціальна географія світу : Навчальний посібник. — видання 2-ге, доп., перероб. — К. : ВЦ «Академія», 2007. — 688 с. — ISBN 966-580-144-9.
- Головченко В. І., Кравчук О. Країнознавство: Азія, Африка, Латинська Америка, Австралія і Океанія. — К., 2006. — 335 с. — ISBN 966-8939-04-2.
- Гудзеляк І. І. Географія населення: Навчальний посібник / І. Гудзеляк. — Л. : Видавничий центр ЛНУ імені Івана Франка, 2008. — 232 с. — ISBN 978-966-613-599-8.
- Дахно І. І. Країни світу: Енциклопедичний довідник / І. І. Дахно, С. М. Тимофієв. — К. : Мапа, 2011. — 606 с. — (Бібліотека нового українця) — ISBN 978-966-8804-23-6.
- Дахно І. І. Економічна географія зарубіжних країн : навчальний посібник. — К. : Центр учбової літератури, 2014. — 319 с. — ISBN 978-611-01-0682-5.
- Джаман В. О. Регіональні системи розселення: демографічні аспекти. — Чернівці : Рута, 2003. — 392 с. — ISBN 9665685988.
- Дорошенко Л. С. Демографія: Навчальний посібник. — К. : МАУП, 2005. — 112 с. — ISBN 966-608-442-2.
- Дубович І. А. Країнознавчий словник-довідник. — 5-те вид., перероб. і доп. — К. : Знання, 2008. — 839 с. — ISBN 978-966-346-330-8.
- Економічна і соціальна географія країн світу. Навчальний посібник / За ред. Кузика С. П. — Л. : Світ, 2002. — 672 с. — ISBN 966-603-178-7.
- Загальна медична географія світу / В. О. Шевченко [та ін.] — К. : [б.в.], 1998. — 178 с.
- Книш М. М., Мамчур О. І. Регіональна економічна і соціальна географія світу (Латинська Америка та Карибські країни, Африка, Азія, Океанія) : навч. посіб. — Л. : ЛНУ ім. Івана Франка, 2013. — 368 с. — ISBN 978-617-10-0007-0.
- Крисаченко В. С. Динаміка населення: Популяційні, етнічні та глобальні виміри. — К. : Видавництво Національного інституту стратегічних досліджень, 2005. — 368 с. — ISBN 966-554-083-1.
- Любіцева О. О., Мезенцев К. В., Павлов С. В. Географія релігій. — К. : АртЕК, 1999. — 504 с. — ISBN 966-505-006-0.
- Масляк П. О. Країнознавство. — К. : Знання, 2007. — 292 с. — (Вища освіта XXI століття)
- Масляк П. О., Дахно І. І. Економічна і соціальна географія світу / П. О. Масляк, І. І. Дахно ; за ред. П. О. Масляка. — К. : Вежа, 2003. — 280 с. — ISBN 966-7091-53-8.

### Російською
- (рос.) Марокко // Демографический энциклопедический словарь / главн. ред. Валентей Д. И. — М. : Советская энциклопедия, 1985. — 608 с.
- (рос.) Марокко // Африка: энциклопедический справочник [в 2-х тт.] / гл. ред. А. Громыко. — М. : Советская энциклопедия, 1987. — Т. 2. — 671 с.
- (рос.) Марокко // Страны и народы. Африка. Общий обзор. Северная Африка / Редкол. : А. А. Громыко и др. — М. : «Мысль», 1982. — 349 с. — (Страны и народы) — 180 тис. прим.
- (рос.) Атлас народов мира / Отв. ред. С. И. Брук и В. С. Апенченко. — М. : ГУГК ГГК СССР и Институт этнографии им. Н. Н. Миклухо-Маклая АН СССР, 1964. — 185 с. — 20 тис. прим.
- (рос.) Численность и расселение народов мира. Этнографические очерки / под ред. С. И. Брука. — М. : Издательство АН СССР, 1962. — 487 с.
- (рос.) Лаппо Г. М. География городов: Учебное пособие для географических факультетов вузов. — М. : Туманит, изд. центр ВЛАДОС, 1997. — 476 с. — ISBN 5-691-00047-0.
- (рос.) Ягельский А. География населения. — М. : Прогресс, 1980. — 383 с.